# Scandinavian noir
Scandinavian noir eller skandinaviska deckare, även kallad Nordic noir, är en genre som omfattar deckare skriven i Skandinavien med vissa gemensamma egenskaper, typiskt i en realistisk stil med en mörk, moraliskt komplex humor. En kritiker har sagt att "Nordiska deckare bär en mer respektabel prägel [...] än liknande deckarfiktioner producerade i Storbritannien eller USA."  Språk, hjältar och plats är tre gemensamma drag i genren, som har vanlig direkt skrivning utan metaforer.
Som exempel kan nämnas Män som hatar kvinnor och dess uppföljare av Stieg Larsson, Henning Mankells Kurt Wallander-deckare samt TV-serien Bron.

## Allmänna funktioner
Vissa kritiker tillskriver genren framgång till en distinkt och tilltalande stil, "realistiskt, enkelt och exakt...och befriad från onödiga ord." Huvudpersonerna är vanligtvis detektiver slitna av bekymmer och långt ifrån heroiska.
De länder som de nordiska författarna kallar hem är välmående och organiserade, "mjuka samhällen" enligt Jo Nesbø. Men det skydd som 'från vaggan till graven-välfärdssystemet' ger gömmer en mörk baksida. Många författare utgår från detta i sina berättelser. Stieg Larssons Millennium-trilogin till exempel handlar om kvinnohat och våldtäkt, medan Henning Mankells Mördare utan ansikte fokuserar på Sveriges underlåtenhet att integrera sin invandrade befolkning. 

## Författarna
Författare som Henning Mankell, Mari Jungstedt, Kjell Eriksson, Kerstin Ekman, Håkan Nesser, Åke Edwardson, Helene Tursten, Maj Sjöwall och Per Wahlöö, Åsa Larsson, Göran Lundin, Liza Marklund, Stieg Larsson, Leif GW Persson, Camilla Läckberg, Majgull Axelsson, PC Jersild, Annika Bryn, Mons Kallentoft, Liselotte Divelli, Robert Karjel, Karin Alvtegen, Anna Jansson, Hans Rosenfeldt (alla svenska), Pernille Rygg, Anne Holt, Karin Fossum, Jo Nesbø, Hans Olav Lahlum, Gunnar Staalesen (alla norska) och Jussi Adler-Olsen, Michael Larsen, Leif Davidsen och Peter Høeg (danska) har bidragit till att skapa genren.